# Wielkopolskie Muzeum Wojskowe
Wielkopolskie Muzeum Wojskowe – oddział Muzeum Narodowego w Poznaniu, muzeum wojskowe. Mieści się na Starym Rynku 9 w Poznaniu, w obrębie bloku zabudowy śródrynkowej.
Jako oddział Muzeum Narodowego w Poznaniu jest wpisane do Państwowego Rejestru Muzeów, prowadzonego przez ministra właściwego do spraw kultury i ochrony dziedzictwa narodowego, zgodnie z art. 13 ustawy z dnia 21 listopada 1996 r. o muzeach.

## Historia i kolekcja

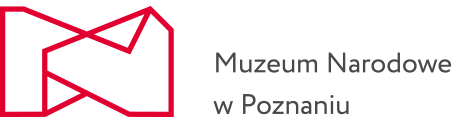
Logo MNP

Zbiory obejmują około 40 000 eksponatów. Pierwsze muzeum o charakterze wojskowym w Poznaniu powstało 9 maja 1919 i istniało do 1939. Nosiło nazwę: Wielkopolskie Muzeum Wojska. Powołał je do życia Józef Dowbor-Muśnicki, a uroczyście otworzył Józef Piłsudski 27 października 1919, podczas pierwszej wizyty w Poznaniu. Placówka funkcjonowała przy Alejach Marcinkowskiego 7, obok Muzeum Narodowego. Organizatorem i pierwszym kierownikiem był podpułkownik Antoni Seyda z Sekcji Naukowej Dowództwa Głównego Sił Zbrojnych byłego zaboru pruskiego. 22 kwietnia 1923 placówkę przeniesiono do zabudowań wojskowych przy ul. Powstańców Wielkopolskich (wtedy Artyleryjskiej), gdzie stworzono lepsze warunki ekspozycyjne. Ponownego otwarcia, dokonali gen. dyw. Kazimierz Raszewski i prymas Edmund Dalbor. Była to druga wojskowa placówka muzealna w Polsce, po muzeum w Warszawie. Kolejnymi dyrektorami byli: Antoni Liske i Władysław Marcinkowski (rzeźbiarz).

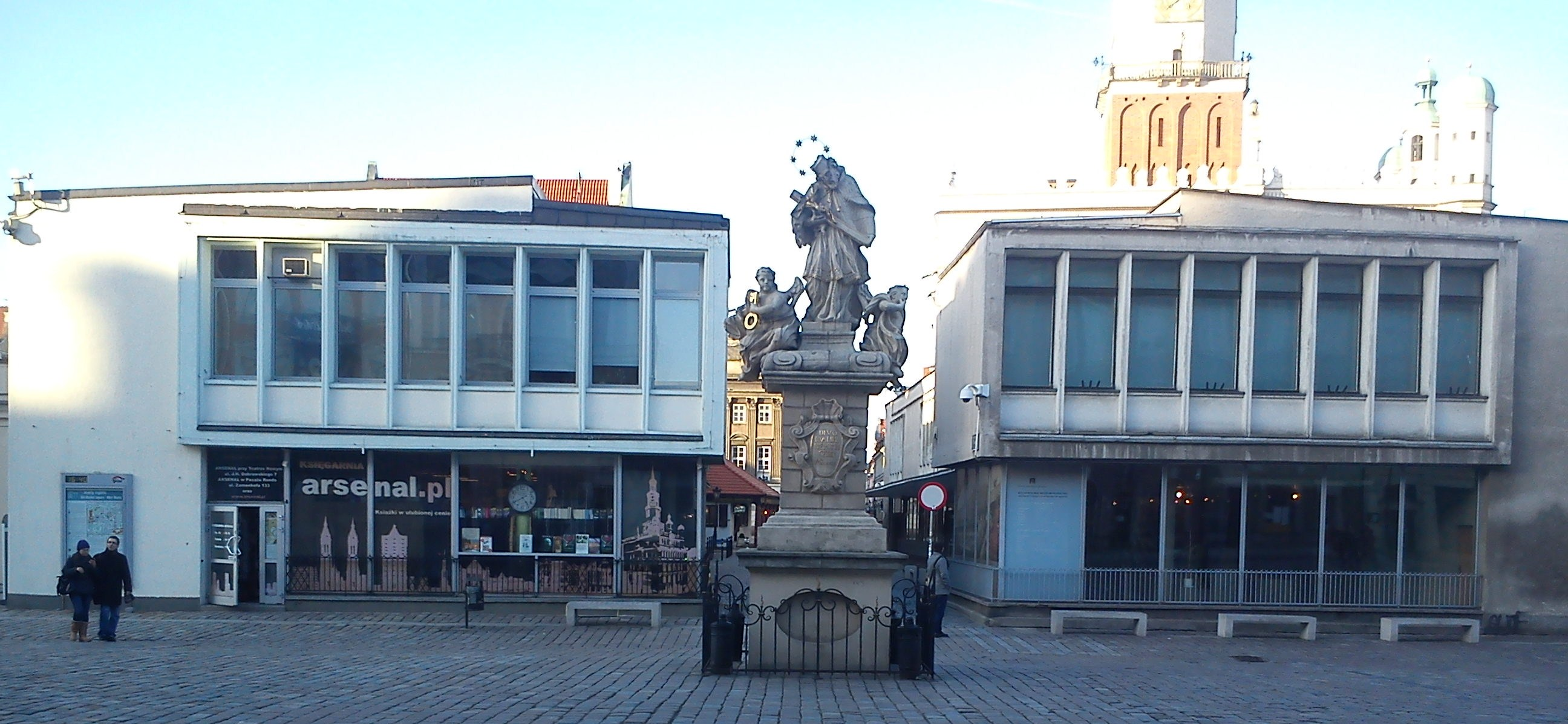
Wielkopolskie Muzeum Wojskowe w gmachu po prawej (po lewej Galeria Miejska Arsenał)

Obecne muzeum otwarto 22 lutego 1963 z inicjatywy malarza Stefana Pajączkowskiego (z 1956), który został kierownikiem muzeum.
Kolekcja dzieli się na trzy działy:
- Dział Broni,
- Dział Mundurów i Znaków Wojskowych,
- Dział Dokumentacji Historycznej.

Ekspozycja obrazuje rozwój polskiej broni i uzbrojenia od XI wieku do czasów współczesnych (bez sprzętu ciężkiego). Została odbudowana po zniszczeniach wojennych praktycznie od zera. Najstarsze eksponaty z dziedziny umundurowania pochodzą z XVIII wieku (kapelusze i buty do jazdy), a także z czasów Księstwa Warszawskiego (czapki). Bardzo cennym eksponatem jest łódź średniowieczna z X wieku – dłubanka wydobyta z Jeziora Lednica (długość – 10 m).
Z kolekcji przedwojennej zachował się m.in. obraz Wojciecha Kossaka (fragment większej panoramy) – Bitwa pod Piramidami (1901).
W 2005 r. muzeum zostało wyróżnione statuetką „Dobosz Powstania Wielkopolskiego”, przyznawaną przez Zarząd Główny Towarzystwa Pamięci Powstania Wielkopolskiego 1918/1919.

## Architektura
Modernistyczny budynek wystawowy zlokalizowany w ramach bloku śródrynkowego, przy ul. Jana Baptysty Quadro.
Odbudowa bloku śródrynkowego poznańskiego Starego Rynku, był po II wojnie światowej przedmiotem licznych rozważań. Ze względu na brak szczegółowych przekazów ikonograficznych, dotyczących sukiennic poznańskich, rejon ten stał się poligonem doświadczalnym dla różnorakiej myśli architektonicznej. W 1954 ogłoszono konkurs na zabudowę terenu dawnych sukiennic, do którego zaproszono cztery zespoły z Poznania i jeden z Warszawy, pod kierunkami:
- Jana Cieślińskiego,
- Aleksandra Holasa,
- Stanisława Pogórskiego,
- Zbigniewa Zielińskiego,
- Mieczysława Kuzmy (Warszawa).

Wyróżniono zespoły Cieślińskiego i Zielińskiego. Oba pracowały następnie wspólnie nad realizacją zadania. Odbudowano część Arsenału w formach nowoczesnych (trójkątne szczyty). Resztę Arsenału i sukiennice zaprojektowano w formie nowoczesnych pawilonów, opartych na autentycznych fundamentach.
Autorami byli: Jan Cieśliński, Zygmunt Lutomski i Regina Pawulanka. Arsenał pierwotnie planowano przeznaczyć na sklep i serwis RTV, a sukiennice na Cepelię. Ostatecznie (po otwarciu w 1962) w pierwszym budynku zagościło Biuro Wystaw Artystycznych, a w drugim Wielkopolskie Muzeum Wojskowe.
Nowoczesna zabudowa bloku śródrynkowego jest jedną z najbardziej kontrowersyjnych realizacji architektonicznych w powojennym Poznaniu i nieustannie zbiera głosy krytyki, ale i aprobaty ze strony znawców i miłośników architektury XX wieku.